# Himantolophus compressus
Himantolophus compressus — вид вудильникоподібних риб родини Himantolophidae. Це морський, батипелагічний вид. Зустрічається  на північному сході Атлантичного океану біля берегів Європи. Тіло завдовжки до 13 см. Відомий лише по двох самицях спійманих біля острова Мадейра та біля південного узбережжя Португалії.